# Aparat critic
Aparatul critic (latină apparatus criticus) reprezintă totalitatea notelor lămuritoare introduse la editarea unui text, cu scopul de a permite controlul modului în care a fost alcătuită lucrarea respectivă. Conform savantului și scriitorului Umberto Eco, acestea se pot folosi în următoarele situații:
- pentru indicarea surselor citatelor
- pentru alte indicații bibliografice de întărire, privind un anumit aspect din lucrare
- pentru a face trimiteri interne și externe
- pentru a introduce un citat de întărire în legătură cu o anumită idee relevată în lucrare
- pentru a da amploare afirmațiilor din text
- pentru a corecta unele afirmații
- pentru a traduce un citat din text, care era esențial să fie dat într-o limbă străină
- pentru a reda sursele din care s-au extras anumite idei